# Le Français dans le monde
Le Français dans le monde (typographié le français dans le monde par l'éditeur) est une revue française fondée en 1961 à l'initiative d'André Reboullet qui en a été le rédacteur en chef de sa création à 1981. Elle vise avant tout le lectorat des professeurs de français langue étrangère et français langue seconde dans le monde entier, mais de nombreux articles peuvent intéresser les enseignants de français langue maternelle ou les enseignants d'autres langues étrangères, ainsi que les professeurs de disciplines non linguistiques de sections scolaires de l'enseignement bilingue.
Ses premiers éditeurs ont été, conjointement, les maisons Larousse et Hachette, avec le soutien du BELC.
Depuis 2001, elle est officiellement l'organe de la Fédération internationale des professeurs de français et l'éditeur en est CLE International (Groupe Editis, groupe Bolloré).
Elle recevait un soutien de la sous-direction de la diversité linguistique et du français du ministère des affaires étrangères, de l'Institut français et de l'Organisation internationale de la francophonie. La Délégation générale à la langue française et aux langues de France est également représentée à son conseil d'orientation.
La revue a plusieurs suppléments, dont un complément semestriel plus académique Recherches & applications, un supplément pour les pays francophones du Sud Francophonies du Sud, naguère (1994-1998) Diagonales, avec une forme spécifique pour les pays de langue arabe Francophonies arabes, et un supplément audio diffusé par CD jusqu'en 2009. À partir de mars 2010, c'est par le site internet rénové (pages publiques ou réservées aux abonnés) que passent différents suppléments numériques, notamment les fiches pédagogiques désormais téléchargeables et les documents sonores MP3 et des images avec des pistes d'exploitation.
Les rédacteurs en chef ont été notamment André Reboullet, Jean-Marie Gautherot, Jacques Pêcheur, Françoise Ploquin, François Pradal, Isabelle Morin, Alice Tillier. De 2009 à 2011, Jacques Pêcheur en est le directeur des rédactions ; il en est depuis conseiller.
Le directeur de la publication en est la présidente de la FIPF, Cynthia Eid (d).
Parmi les contributeurs réguliers, on peut relever notamment Louis-Jean Calvet, Jean Duverger (d) ou encore Dominique Rolland.
Bernard Pivot a manifesté en diverses occasions son attachement à la revue, notamment quand sa survie était menacée pour des raisons économiques. 